# 車輛衝撞攻擊

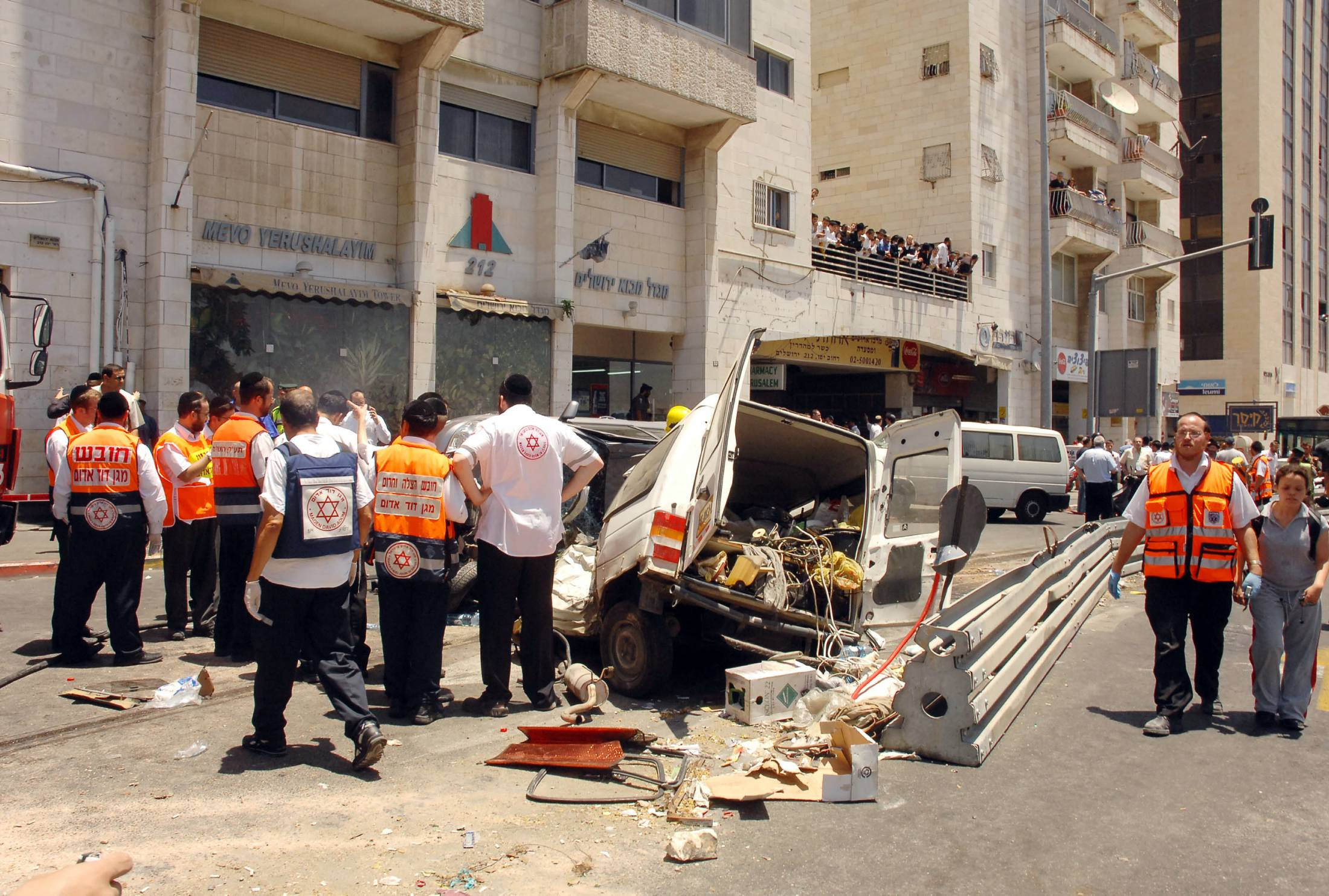
2008年耶路撒冷推土機攻擊事件中，攻擊者駕駛推土機攻擊人群，造成3位民眾與攻擊者死亡。

車輛衝撞攻擊是一種攻擊者駕駛機動車輛蓄意撞擊建築物或人群的攻擊行為。雖然許多車輛衝撞攻擊事件都與恐怖主義有關，但大體而言，任何以車輛作為攻擊手段的行為都可以稱作車輛衝撞攻擊。
舉例而言，在發生於2015年6月間的聖屈昂坦法拉維耶恐怖攻擊事件中，攻擊者便以駕駛車輛衝撞瓦斯工廠大門的方式實施攻擊。

## 21世紀的增加趨勢
自21世紀以降，因受恐怖主義的意識形態鼓舞而發動車輛衝撞攻擊的事件逐年上升。2014年，加拿大專欄作家安德魯·科尼將此現象形容為「微型恐怖主義」，並認為加拿大民眾「最好適應這種...本土恐怖份子叢生的現象...他們不管基於什麼理由，願意隨機殺害他的同胞來實現他們的理念。」

## 攻擊事件上升的原因
根據美國聯邦調查局的說法，這種攻擊手法之所以受到攻擊者歡迎，是因為「駕車衝撞提供缺乏爆裂物或武器的恐怖份子在國土實行恐怖攻擊的機會，而且這種攻擊手段僅需要非常少量的事先訓練或經驗。」美國智庫保卫民主基金会反恐研究員大衛德·加爾斯坦－羅斯向《頁岩》雜誌表示這種攻擊模式在以色列越發頻繁，因為「以色列的安全屏障頗為有效，因此要將炸彈帶入該國十分不易。」2010年，由蓋達組織阿拉伯半島分支所發行的英語線上雜誌《意念圖誌》鼓勵各種不需要組織支援的「開源式聖戰（open source jihad）」，包括攻擊「行人徒步」地點，而且在駕車衝撞人群前應達到一定速度，以「造成最大的傷亡」。
車輛攻擊行為可由受意識形態驅使的孤狼恐怖份子實行。為《野獸日報》撰文的作家雅各·希果（Jacob Siegel） 表示2014年黎塞留河畔聖讓汽車襲擊事件的攻擊者是「西方世界在未來將越來越常見到的那種恐怖份子」；他引述蘭德公司研究員布萊恩·詹金斯（Brian Jenkins）的說法，形容這種恐怖份子是「野狗」而非孤狼；他們無法適應環境，且因為受到伊斯蘭激進文宣的影響，從「火爆的憤怒轉為隨機的致命攻擊」。2014年一支由伊斯蘭國所發布的宣傳影片更導致法國內的號召響應者駕車衝撞人群。
根據美國智庫外交政策研究院資深研究員與恐怖主義專家克林特·華茨（Clint Watts）的說法，早期的攻擊型態，如蓋達組織等恐怖組織的成員會「在實施攻擊前集體計畫並訓練；這種模式在2005年左右已經不管用了」，主要是因為西方國家的安全機構增強了對恐怖份子的監控。華茨表示在美國出生的蓋達伊瑪目安瓦爾·奧拉基在攻擊模式的轉變中扮演了重要的角色，他以英語向英語人士發動號召，要求他們「實施你們自己的恐怖攻擊，並留在原地。」
英國智庫「Demos」的暴力和極端主義計畫（Violence and Extremism Program）負責人傑米·巴特雷特（Jamie Bartlett）表示「過去幾年來，網路增加了孤狼恐怖主義的發生可能性」，因為網路可向這些孤立的恐怖主義者實行意識形態號召，並提供他們攻擊的技巧。以2014年黎塞留河畔聖讓的攻擊事件為例，儘管加拿大警方事前已辨識出攻擊者作為潛在聖戰士的身份，並因此沒收了他的護照並監視其家人與其活動以避免他與聖戰有所接觸，駕車攻擊行為仍然難以防範，因為「在一個人犯罪前要知道他到底想要幹什麼是很困難的。我們不能僅僅因為某人懷有激進思想而逮捕他；那在加拿大不是犯罪行為。」
位於美國的全球情報公司「Stratfor」認為，駕車攻擊「雖然不像自殺炸彈攻擊那樣致命」，卻非常難以事先防範。

## 防範措施

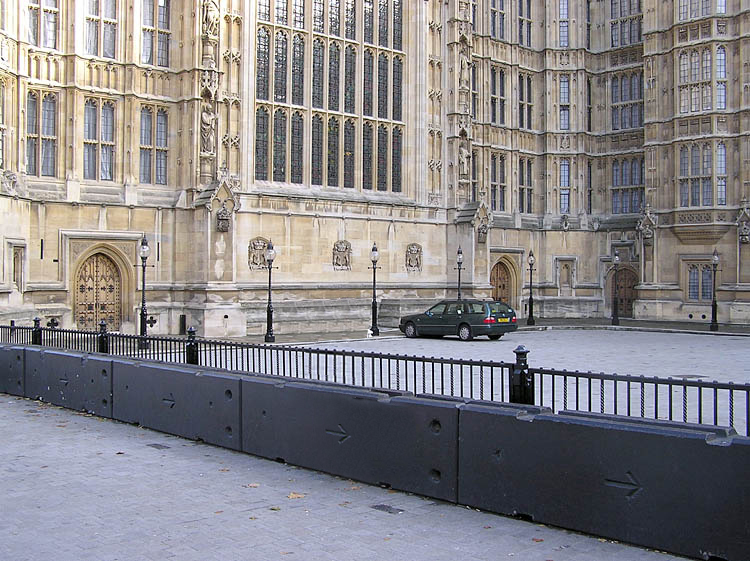
位於英國倫敦的國會大廈以柵欄防護車輛撞擊。這種重型水泥護欄被設計來防止汽車炸彈或其他交通工具衝入建築內。

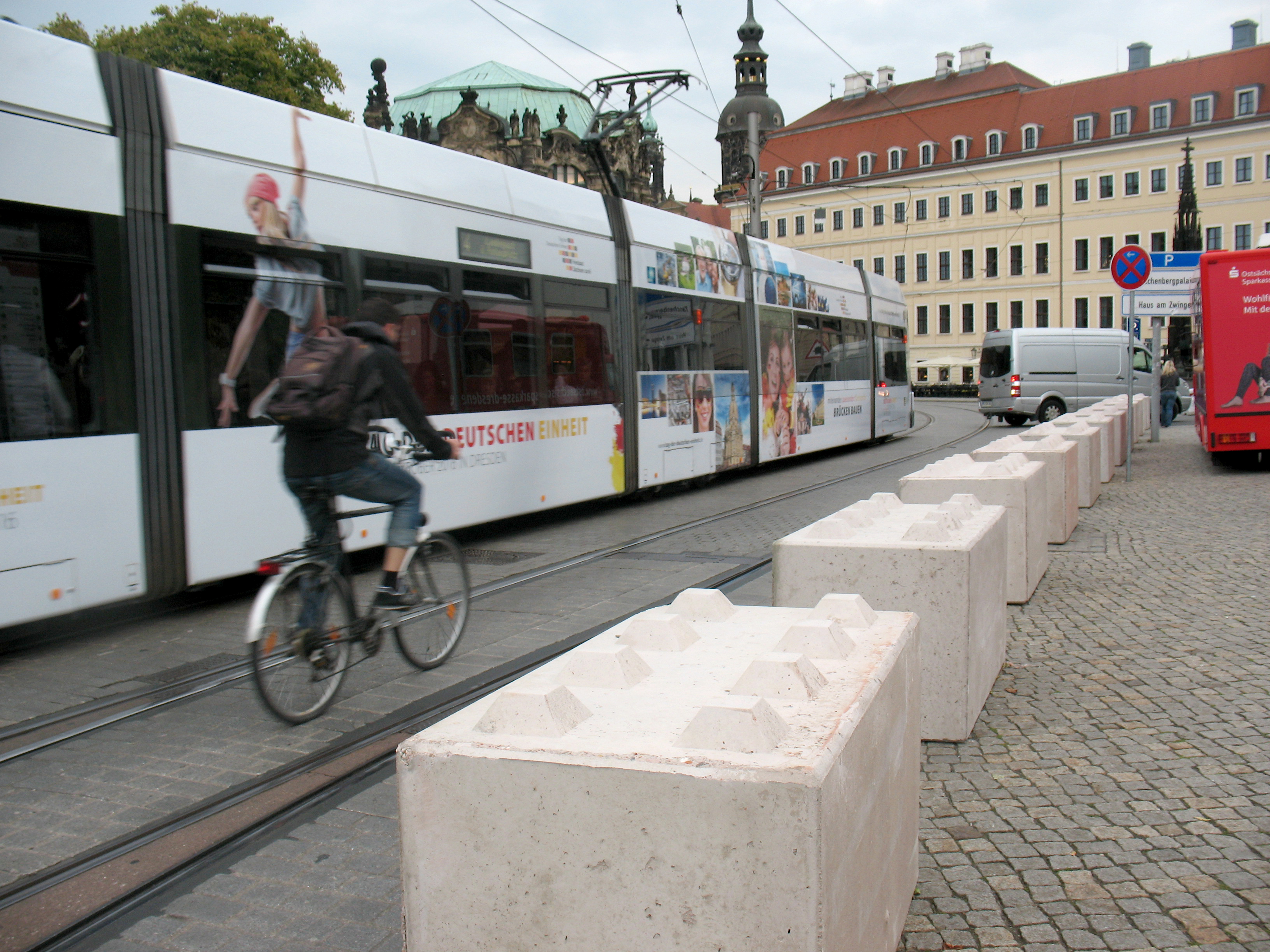
2016年德國統一日在德勒斯登市中心路上加設的水泥護欄。

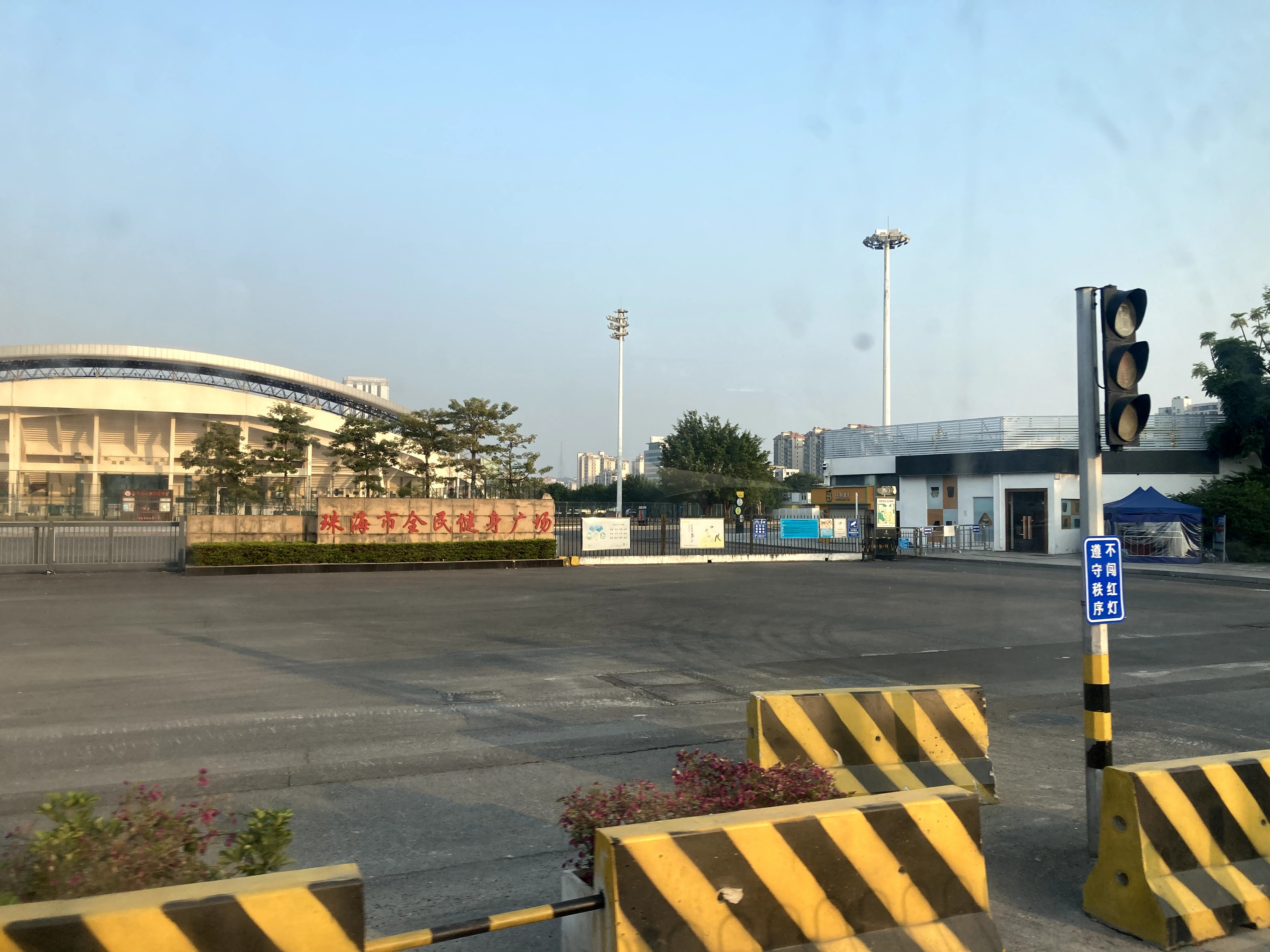
珠海市體育中心駕車撞人事件發生後，2025年1月9日的珠海市體育中心西門。可見加設的紐澤西護欄。

2014年10月23日美國非營利組織國家建築科學研究所更新了其建築設計指南《安全護柱撞擊與攻擊防護模型》的內容；該指南旨在協助設計者設計禁得起由「計畫或實行財產破壞、恐怖攻擊或造成平民、勞工與軍事人員死傷的車輛駕駛」對安全護柱的衝撞。美國大律師公會也認為安全護柱將有效保護民眾免於車輛撞擊。
在2007年格拉斯哥機場攻擊事件中，安全護柱便成功地降低了傷亡。

## 車輛衝撞攻擊列表
下述列表後列出攻擊事件的發生地點與攻擊形式；依據發生時間先後：

### 恐怖攻擊
當局已確認攻擊動機屬於恐怖主義性質的事件。
- 1981年伊拉克大使館爆炸案，黎巴嫩貝魯特，衝撞建築物及引爆炸彈
- 1983年貝魯特軍營爆炸案，黎巴嫩貝魯特，衝撞建築物及引爆炸彈
- 2001年查謨-克什米爾邦議會汽車爆炸案（英语：2001 Jammu and Kashmir legislative assembly car bombing），印度查謨-克什米爾邦斯利那加，衝撞建築物大門及引爆炸彈及持槍攻擊
- 2002年里昂汽車攻擊事件（英语：2002 Lyon car attack），法國里昂，衝撞建築物及縱火
- 2006年北卡羅來納大學教堂山分校攻擊事件（英语：2006 UNC SUV attack），美國北卡羅來納大學教堂山分校，衝撞人群
- 2007年格拉斯哥國際機場攻擊事件（英语：2007 Glasgow Airport attack），蘇格蘭格拉斯哥國際機場，衝撞建築物及引爆汽油桶
- 2008年耶路撒冷汽車攻擊事件（英语：2008 Jerusalem vehicular attack），以色列耶路撒冷，衝撞人群
- 2008年耶路撒冷推土機攻擊事件（英语：2008 Jerusalem bulldozer attack），以色列耶路撒冷，衝撞人群
- 2009年阿珀爾多倫女王日汽車攻擊事件，荷蘭吉德蘭省阿珀爾多倫，衝撞人群
- 2011年特拉維夫夜店攻擊事件（英语：2011 Tel Aviv nightclub attack），以色列特拉維夫，駕車衝撞及持刀攻擊
- 2013年李·里格比謀殺案，英國倫敦，駕車衝撞及持刀攻擊特定人士（非隨機攻擊）
- 2013年天安门金水桥恐怖袭击案，中國北京市天安门城楼前，駕車衝撞人群及縱火
- 2014年烏魯木齊公園北街早市暴力恐怖襲擊案，中國新疆維吾爾自治區烏魯木齊，駕車衝撞及丟擲爆裂物
- 2014年耶路撒冷拖拉機攻擊事件（英语：2014 Jerusalem tractor attack），以色列耶路撒冷，衝撞人群及衝撞車輛
- 2014年黎塞留河畔聖讓汽車襲擊事件（英语：2014 Saint-Jean-sur-Richelieu ramming attack），加拿大魁北克省，衝撞制服軍人
- 2014年10月耶路撒冷汽車攻擊事件（英语：October 2014 Jerusalem vehicular attack），以色列耶路撒冷，衝撞人群
- 2014年11月耶路撒冷汽車攻擊事件（英语：November 2014 Jerusalem vehicular attack），以色列耶路撒冷，駕車衝撞及持鐵撬攻擊
- 2014年亞龍什維特攻擊事件（英语：2014 Alon Shvut stabbing attack），約旦河西岸地區，駕車衝撞（失敗）及持刀攻擊
- 2014年第戎攻擊事件（英语：2014 Dijon attack），法國科多爾省第戎，衝撞人群
- 2014年南特攻擊事件（英语：2014 Nantes attack），法國大西洋羅亞爾省南特，衝撞人群
- 2015年聖屈昂坦法拉維耶恐怖攻擊事件，法國伊澤爾省聖屈昂坦法拉維耶，衝撞瓦斯桶及斬首
- 2016年尼斯襲擊，法國濱海阿爾卑斯省尼斯，衝撞人群
- 2016年俄亥俄州立大學攻擊事件（英语：2016 Ohio State University attack），美國俄亥俄州哥倫布市（俄亥俄州立大學校園內），駕車衝撞及持刀攻擊
- 2016年柏林聖誕市場卡車衝撞事件，德國柏林，衝撞人群
- 2017年耶路撒冷卡车袭击事件，以色列东耶路撒冷
- 2017年威斯敏斯特袭击，英国伦敦西敏橋，撞向人群、持刀攻擊
- 2017年斯德哥尔摩袭击，瑞典斯德哥尔摩，劫持卡车撞向人群
- 2017年6月伦敦袭击，英格蘭(衝撞+刺傷).[17]
- 2017 Finsbury Park attack, London, England (ramming people)
- June 2017 Champs-Élysées car ramming attack, Paris, France (ramming a police car)
- 2017 Levallois-Perret attack, Levallois-Perret, France (ramming soldiers)

- 2017年夏洛蒂攻擊，团结右翼事件，美國弗吉尼亚州夏洛蒂鎮 ，衝撞人群
- 2017年巴塞隆納攻擊，衝撞人群
- 2017年坎布里爾斯，衝撞人群
- 2017年紐約市曼哈頓襲擊，衝上自行車道
- 2019年日本東京汽車襲擊，衝上人行道及衝撞人群
- 2024年馬德堡聖誕市集車輛衝撞襲擊事件，衝撞人群
- 2025年紐奧良汽車撞人事件，衝撞人群及持槍攻擊

### 其他
無法確定動機或已知動機不屬於恐怖主義性質的事件。
- 奧爾嘉·赫本納羅瓦（英语：Olga Hepnarová）：1973年，一位捷克斯洛伐克女性駕駛卡車四處衝撞
- 姚锦云：1982年在中国北京天安门广场驾车冲撞人群及金水桥
- 尚恩·尼爾森（英语：Shawn Nelson (plumber)）：1995年，一位水電工駕駛一輛自國民警衛隊軍營偷得的M60A3巴頓坦克四處破壞
- 2003年哈爾濱寶馬撞人案，朝圍觀群眾衝撞，導致1人當場身亡，另有12人受傷。
- 馬文·希梅爾（英语：Marvin Heemeyer）：2004年，一位焊接工人駕駛焊上裝甲的推土機在科羅拉多州格蘭比衝撞建築物
- 2006年舊金山汽車狂暴攻擊事件（英语：2006 San Francisco SUV rampage）：2006年，一位患有偏狂型精神分裂症的男子駕駛運動型休旅車四處攻擊
- 秋葉原殺人事件：2008年，一位男子在日本東京秋葉原以卡車與匕首攻擊人群
- 2008年珠海泥頭車衝撞事件，使用泥頭車衝撞人群致5人死亡
- 2009年荷蘭皇室攻擊事件（英语：2009 attack on the Dutch Royal Family）：2009年，一位男子駕車衝過柵欄企圖攻擊包括畢翠克絲女王與威廉-亞歷山大在內的荷蘭皇室成員的事件
- 2009年广东惠州“6·23”特大交通事故：公交巴士在沿途7公里冲撞，造成28辆机动车和2辆非机动车受损，4人身亡，11人受伤，肇事车辆逃逸十几公里后被警方成功拦截并逮捕司机[18][19][20]
- 2010年河北元氏鏟車衝撞事件：2010年，一位男子在中國河北省駕駛裝載機衝撞建築物
- 2015年格拉茲廂型車攻擊事件（英语：2015 Graz van attack）：2015年，一位男子駕駛運動型休旅車高速衝撞奧地利格拉茲內的人群，隨後持刀攻擊
- 2016年斯肯索普道路暴衝[21]
- 2017年巴内阿里约坎博里乌道路暴衝[22]
- 2017 Heidelberg attack[23] [24]
- 2017 Krewe of Endymion incident[25]
- 2017 安特卫普攻擊，比利時車禍失控[26]
- 2017 瓜地馬拉市，一輛汽車衝撞一些學生示威者，一人喪生，13人受傷[27]
- 2017 Venezuelan protests在安全部隊或政府支持者的反對派遊行中，有幾起汽車撞擊事件。[28][29][30][31][32]

- 2017 Times Square car crash[33]
- 2017 Melbourne car attack in Melbourne, Australia in which six people were killed and 36 injured.[34]
- 2017 Sandy attack, car-ramming and shooting in Sandy, Utah[35]
- July 2017 Helsinki attack, Finland, ramming people[36]
- August 2017 Helsinki attack, Finland, failed ramming[37]
- 2017 Sept-Sorts attack, France, ramming a pizzeria[38]
- 2017 Marseille attack, France, ramming bus shelters[39]
- 2018年多伦多面包车袭击事件（10人死亡）[40]
- 2019年反對逃犯條例修訂草案示威期間，香港出現多次政府支持者駕車撞人。[41][42][43][44]2019年10月6日，59歲男子鄭國泉駕駛的士司衝撞示威者及行人，[45]並衝上行人路，造成3人被撞傷，當中1名女子被撞斷雙腿，施襲者其後被示威者及市民合力制服。[46]2019年10月7日晚上有警車衝向人群，期間交通燈號為紅燈。[47]
- 2019年11月11日香港交通警察衝撞市民事件，交通警員在驅散期間多次衝向在馬路上聚集的示威者。
- 2021年5·22大連轎車撞人案，駕車衝撞路人，造成4人當場死亡，9人受傷，後有3名傷者被送醫搶救，其中1人搶救無效死亡。
- 2023年1月11日廣州天河駕車撞人事件，多次蓄意衝撞行人，造成6人死亡，29人受傷。
- 2024年3月19日北京發生汽車衝撞機車及行人事件 （页面存档备份，存于）
- 2024年11月11日珠海市體育中心駕車撞人事件，無差別繞場撞擊人群，造成38人死亡，47人受傷，是中國大陸發生的傷亡情況最嚴重的襲擊事件之一。
- 2025年慕尼黑車輛衝撞襲擊事件，衝撞示威人群，造成2人死亡，37人受傷。目前尚未清晰是否有恐怖主義背景。
- 2025年拉普拉普日汽車襲擊，衝入正在舉行拉普拉普日節慶派對的街區，造成11人死亡，至少24人受傷。
- 2025年新北市三峽區汽車衝撞攻擊事件，在完全未鳴喇叭情況下擦撞並高速撞擊機車騎士、學童及其他用路人，造成此事故總4死11傷。警方調查後認定肇事駕駛有蓄意攻擊意圖[48]。
- 2025年利物浦駕車撞人事件，與行人發生爭執後駕車衝入人群，造成79人受傷，其中50人需送院治理。

### 調查中
現正調查是否有蓄意攻擊動機的車禍事件。